# Georges Leclanché
 (décembre 2017).
Si vous disposez d'ouvrages ou d'articles de référence ou si vous connaissez des sites web de qualité traitant du thème abordé ici, merci de compléter l'article en donnant les références utiles à sa vérifiabilité et en les liant à la section « Notes et références ».
Pour les articles homonymes, voir Leclanché (homonymie).
Georges Lionel Leclanché, né le 9 octobre 1839 à Paris (14, rue de Bondy) et mort le 14 septembre 1882 à Paris, est un ingénieur puis industriel français.

## Biographie
Il est le fils de Charles Léopold Leclanché, avocat, en 1848 commissaire du gouvernement de la Somme, puis de l'Aisne, et d'Eugénie Lemoine de Villeneuve. La situation politique de l'époque oblige ses parents à s'exiler comme leurs amis Victor Hugo ou Ledru-Rollin en Angleterre. Il fait ses études en Angleterre et ne revient en France que pour entrer à l'École centrale des arts et manufactures de Paris en 1856. Il en sort ingénieur avec la promotion en 1860.

### Carrière
Employé des chemins de fer, il fait des recherches sur les piles électriques, tout d'abord à base de carbonate de cuivre. Il travaille à la mise au point de la transmission électrique de l'heure pour la Compagnie des chemins de fer de l'Est. Les piles employées ne lui donnant pas satisfaction, il fait des recherches électrochimiques et étudie en laboratoire la pile au carbonate de cuivre.
En 1863, la situation politique étant à nouveau tendue, il fuit la France du Second Empire et choisit de s'exiler en Belgique, à Bruxelles où il installe un petit laboratoire dans une remise. Il crée d'abord une première pile le 8 janvier 1866 : c'est une pile au carbonate de cuivre. Il l'améliore puis met au point la première pile qui sera vraiment fabriquée en série, utilisant le zinc métallique et le dioxyde de manganèse : c'est la pile Leclanché,.
Son invention est primée en 1867 à l'Exposition universelle de Paris. Cette dernière sera adoptée par l'Administration belge des télégraphes et par les Chemins de fer néerlandais et deviendra la pile Leclanché.
À la chute de Napoléon III (1870), il rentre en France et s'installe à Paris où il s'associe avec Ernest Barbier qui anime la fabrique des piles dites « Leclanché-Barbier ». Il est pratiquement le seul fabricant de piles en France. Ensuite, en 1876, Leclanché gélifie l'électrolyte de sa pile en ajoutant de l'amidon au chlorure d'ammonium, ce qui permet de rendre la pile transportable.
Il meurt à l'âge de 42 ans d'un cancer des voies aérodigestives supérieures le 14 septembre 1882 à Paris et est inhumé au cimetière du Père-Lachaise (42e division).

## Évolution de la pile et du nom
Après la mort de Georges, son fils Max travaille à perfectionner la pile en introduisant un sac poreux autour de l'électrode positive. Mais de nombreux concurrents apparaissent, dont Wonder en France, et l'entreprise périclite. Elle change plusieurs fois de mains, passe sous le giron de la société Fulmen puis se fond finalement dans le groupe CGE.
Le nom Leclanché est utilisé par une société yverdonnoise fondée en 1909, qui a acquis en 2006 la société allemande Bullith, devenue « Leclanché Lithium GmbH », basée à Willstätt, toujours dans le domaine des piles.